# Alphonsus de Guimaraens
Afonso Henrique da Costa Guimarães, conegut com a Alphonsus de Guimaraens (24 de juliol de 1870; Ouro Preto, Minas Gerais, Brasil - 15 de juliol de 1921; Mariana, Minas Gerais, Brasil) era un escriptor de Brasil. Va escriure sobretot poesia i és considerat un dels principals simbolistes del seu país.

## Obres
- Dona Mística.
- Kiriale.
- Câmara ardente.

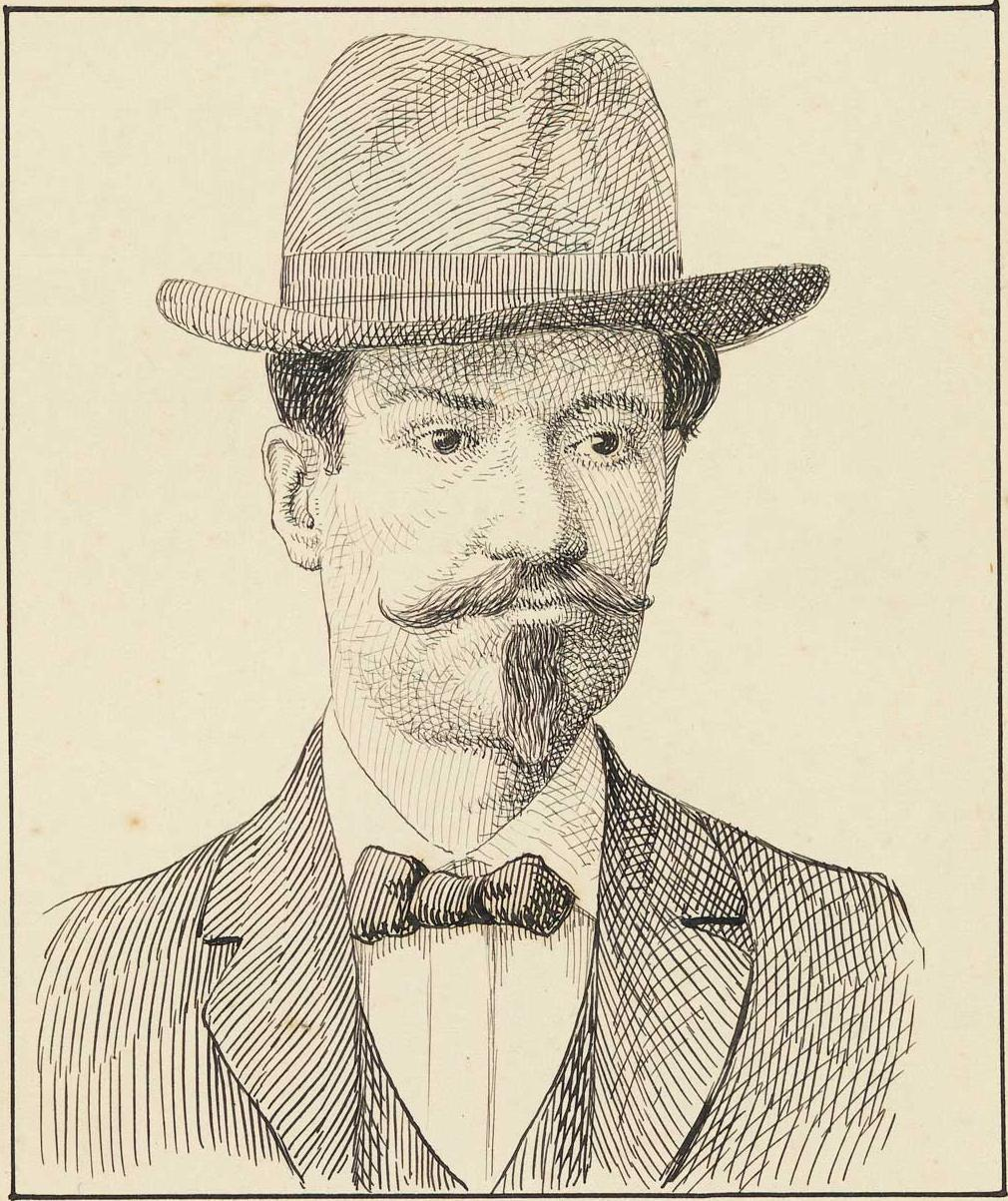
Retrat (189?)

- Pastoral aos crentes do amor e da morte.
- Setenário das dores de Nossa Senhora.
- Nova primavera.
- Escada de Jacó.
- Pauvre Lyre (en francès).